# Bulbul negre
El bulbul negre (Hypsipetes leucocephalus) és una espècie d'ocell de la família dels picnonòtids (Pycnonotidae). Es troba a Afganistan, Bhutan, Cambodja, Xina, Laos, Myanmar, Nepal, el Pakistan, Taiwan, Tailàndia i Vietnam. Els seus hàbitats principals són els boscos tropicals i subtropicals de frondoses secs, els boscos tropicals i subtropicals de frondoses humits de les terres baixes i de l'estatge montà, els praderies seques tropicals i subtropicals, els jardins rurals i les àrees forestals fortament degradades. El seu estat de conservació es considera de risc mínim.